# NS-2359
NS-2359 (GSK-372475) je léčivo používané jako inhibitor zpětného vychytávání serotoninu, norepinefrinu a dopaminu. Vyvinut byl jako antidepresivum, ale jeho používání se zastavilo v roce 2009, kdy se ve druhé fázi klinických testů ukázalo, že není příliš účinný a nebývá dobře tolerován. Další výzkum byl zastaven.
NS-2359 byl také zkoumán ohledně léčby ADHD.